# Chalinophrura frenifera
Chalinophrura frenifera är en fjärilsart som beskrevs av Louis Beethoven Prout. Chalinophrura frenifera ingår i släktet Chalinophrura och familjen mätare. Inga underarter finns listade i Catalogue of Life.